# Convoi HX 46
Le convoi HX 46 est un convoi passant dans l'Atlantique nord, pendant la Seconde Guerre mondiale. Il part de Halifax au Canada le 28 mai 1940 pour différents ports du Royaume-Uni et de la France. Il arrive à Liverpool le 12 juin 1940.

## Composition du convoi
Ce convoi est constitué de 46 cargos :
- Royaume-Uni : 30 cargos
- États-Unis : 1 cargo
- France : 2 cargos
- Norvège : 7 cargos
- Danemark : 3 cargos
- Grèce : 1 cargo
- Estonie : 2 cargos

21 cargos viennent d'un convoi provenant des Bermudes.

## L'escorte
Ce convoi est escorté en début de parcours par :
- Un destroyers canadien : NCSM Saguenay
- Un croiseur auxiliaire britannique : HMS Comorin

## Le voyage
Le NCSM Saguenay rentre le 29 mai. Le 2 juin, le croiseur auxiliaire HMS Comorin est remplacé le RMS Aurania (en) jusqu'au 9 juin. La corvette HMS Clarkia et le chalutier armé HMS Huddersfield Town prennent le relai jusqu'à l'arrivée. 
Le convoi arrive sans problème.